# 775 Lumière
A 775 Lumière (ideiglenes jelöléssel 1914 TX) a Naprendszer kisbolygóövében található aszteroida. Joanny-Philippe Lagrula fedezte fel 1914. január 6-án.